# Pausa-Mühltroff
Pausa-Mühltroff es un municipio situado en el distrito de Vogtland, en el estado federado de Sajonia (Alemania), a una altitud de 500 metros. Su población a finales de 2016 era de unos 5000 habitantes y su densidad poblacional, 80 hab/km².